# Fred Thompson
Fred Dalton Thompson (nascido Freddie Dalton Thompson; Sheffield, Alabama, 19 de agosto de 1942 — Nashville, Tennessee, 1 de novembro de 2015) foi um político, advogado e ator norte americano. Filiado ao Partido Republicano, Thompson foi representante do estado do Tennessee no Senado de 1994 a 2003. Residiu por muitos anos em McLean (Virgínia), nos arredores de Washington.
Em 1 de junho de 2007 Thompson criou um comitê para organizar uma possível candidatura à Presidência dos Estados Unidos nas eleições de 2008. Em 5 de setembro do mesmo ano anunciou oficialmente sua candidatura às prévias do Partido Republicano no Tonight Show de Jay Leno. Retirou-se da campanha em 23 de janeiro depois de fracos resultados nas prévias.
Apesar de conservador, se apresentou como moderado em algumas questões sociais e política externa.
Faleceu em Nashville, Tennessee, a 1 de novembro de 2015, aos 73 anos de idade.

## Filmografia

### Filmes
- Marie (1985)
- No Way Out (1987)
- Feds (1988)
- Fat Man and Little Boy (1989)
- The Hunt for Red October (1990)
- Days of Thunder (1990)
- Die Hard 2: Die Harder (1990)
- Flight of the Intruder (1991) (não creditado)
- Class Action (1991)
- Necessary Roughness (1991)
- Curly Sue (1991)
- Cape Fear (1991)
- Aces: Iron Eagle III (1992)
- Thunderheart (1992)
- White Sands (1992) (não creditado)
- Born Yesterday (1993)
- In the Line of Fire (1993)
- Barbarians at the Gate (1993)
- Baby's Day Out (1994)
- Celsius 41.11 (2004)
- Racing Stripes (2005, voice)
- Last Best Chance (2005)
- Looking for Comedy in the Muslim World (2005)
- Bury My Heart at Wounded Knee (2007)
- 90 Minutes in Heaven (2015)

### Séries de TV
- Law & Order (2002-2007)
- Law & Order: Trial by Jury (2005-2006)
- Law & Order: Special Victims Unit (onze episódios, 2003-2006)
- Law & Order: Criminal Intent (dois episódios, 2005)
- Conviction (um episódio, 2006)
- Sex and the City (um episódio, 2000, como "político da TV")
- Matlock (um episódio em 1989 como "Gordon Lewis" e um episódio em 1993 como "Procurador McGonigal")
- Roseanne (um episódio, 1989, como "Keith Faber")
- China Beach (um episódio, 1989, como "tenente-coronel Reinhardt")
- Wiseguy (três episódios, 1988, como "Knox Pooley")